# Jules e Jim (romanzo)
Jules e Jim è un romanzo autobiografico dello scrittore francese Henri-Pierre Roché. Il libro è uscito in Francia nel 1953, quando l'autore aveva settantaquattro anni, ed è stato adattato per il grande schermo da François Truffaut nel 1962 (Jules e Jim).

## Genesi del romanzo
Il libro parla dell'amore che Jim, alter ego di Roché, e l'amico Jules, lo scrittore tedesco Franz Hessel, provano per la stessa donna, la pittrice e traduttrice berlinese Helen Grund.
Franz e Pierre si conoscono a Montparnasse nel 1906 e tra i due nasce subito una profonda amicizia caratterizzata da lunghe conversazioni sulla letteratura, la pittura e le donne. Nel 1910 compiono un viaggio in Sicilia e in Grecia, dove rimangono piacevolmente colpiti da un gruppo scultoreo raffigurante un giovane che solleva una ragazza, il cui sorriso, crudele ed enigmatico, cambierà le loro vite. Nell'autunno del 1912 arrivano a Parigi per studiare con Maurice Denis tre pittrici berlinesi tra cui Helen Grund, giovane che possiede lo stesso sorriso misterioso della statua greca. Helen e Franz cominciano a frequentarsi e nel 1913 fanno ritorno in Germania dove si sposano.
Lo scoppio della prima guerra mondiale separa gli amici fino al 1920, quando Pierre, tornato dagli Stati Uniti, fa visita a Franz e Helen nello châlet che gli Hessel possiedono nei dintorni di Monaco di Baviera. La guerra non ha cambiato il rapporto tra Franz e Pierre, ma ha intaccato quello tra i coniugi Hessel; è durante questa visita che Roché inizia una relazione con la moglie dell'amico, e con il suo consenso.
Nella casa si ha la sensazione di vivere qualcosa di straordinario. Pierre, che dal 1901 annota sui suoi taccuini tutto ciò che gli accade, pensa di raccontare quello che i tre amici stanno vivendo considerandone i rispettivi punti di vista. Franz decide di non aderire al progetto, mentre Helen ne è entusiasta. Nonostante al suo ritorno in Francia Pierre riceva da Helen pagine del suo diario, il progetto viene accantonato; sarà ripreso solo a partire dal 1941, quando l'occupazione tedesca e la morte dell'amico convincono Pierre a rendere omaggio a Franz dedicandogli un romanzo. Hessel, di origine ebrea, era deceduto a seguito dell'internamento in un campo del sud della Francia, dove si era rifugiato con la famiglia per sfuggire alla persecuzione nazista.
Il titolo è inizialmente Un'amicizia (Une amitié) e solo successivamente assumerà quello definitivo di Jules e Jim. Dopo una prima stesura, Roché leviga e semplifica la sua prosa: sostituisce l'io con una più oggettiva terza persona singolare, attribuendo al proprio scritto una lettura di finzione.
I ritardi nella pubblicazione del romanzo sono da ricondurre alla brusca conclusione del rapporto tra Henri-Pierre Roché e Helen Hessel.

## Edizioni
- Henri-Pierre Roché, Jules e Jim, X ed., collana Gli Adelphi, Adelphi, 2007,  pp. 245, cap. 3, ISBN 978-88-459-1049-4.